# Осада Шкодера (1912—1913)

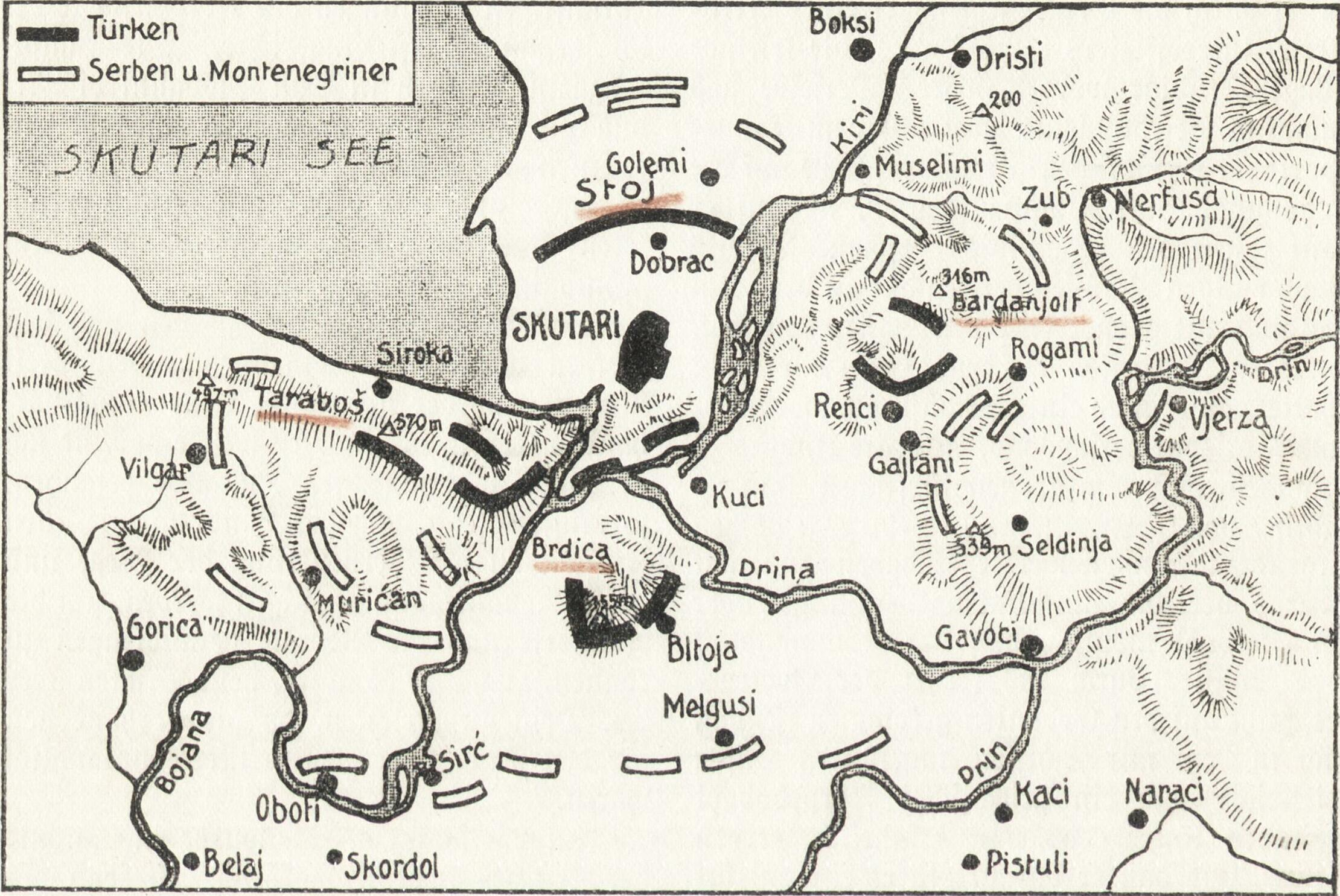
Карта осады. Положение на 29 марта 1913 г.

Осада Шкодера (серб. Opsada Skadra) — осада черногорскими и сербскими войсками османской крепости Шкодер во время Первой Балканской войны, длившаяся с середины октября 1912 года до 23 апреля 1913 года.
Черногория первой среди союзных государств объявила войну Османской империи 8 октября (по старому стилю 25 сентября) 1912 года. Черногорская армия численностью 35 600 человек была разделена на три оперативных отряда: Зетский, Приморский и Восточный. Задачей первых двух было захватить Шкодер, тогда как Восточный отряд был направлен на Санджак и Метохию. В Шкодер было отправлено 8 бригад и 74 орудия. Первоначальный план Черногории состоял в том, чтобы взять Шкодер штурмом. Однако продвижение черногорской армии было медленным, и до города она добралась только 28 октября. Это дало османским войскам достаточно времени для организации обороны. Черногорским войскам не удалось даже полностью окружить город, поэтому дорога на Дуррес осталась под османским контролем, откуда прибывали подкрепления и провиант для гарнизона. К турецкому гарнизону, насчитывавшему около 5000 военнослужащих регулярной армии, присоединилось большое количество албанских добровольцев, так что численность турецкого гарнизона возросла до 18 000 человек.
Генерал М. Мартинович, командовавший подошедшими черногорскими войсками, после трехдневной артиллерийской подготовки 25 октября не смог захватить Штой, поэтому перегруппировал свои силы и решил атаковать Шкодер, направив главный удар через Велики и Мали Барданёлт. 28 октября черногорским войскам удалось захватить только Барданёлт, одно из внешних укреплений Шкодера, но уже на следующий день оно было отбито османскими войсками в ходе контратаки. Встретив сильное сопротивление, черногорский король Никола решил держать Шкодер в осаде. 17 ноября на албанское побережье прибывает сербская армия. Запланированный совместный штурм был отложен, потому что 3 декабря 1912 года было подписано перемирие. Через десять дней в соответствии с подписанным протоколом в Лондоне начались мирные переговоры. Уже на первой конференции представителей великих держав 17 декабря 1912 года было решено образовать автономную Албанию, что делало бессмысленными усилия Сербии выйти к морю через Албанию, а Черногории — иметь Шкодер.
Во время перемирия Черногория и Сербия продолжали блокировать город, в котором из-за нехватки продуктов начался голод. В это время Шкодер вместе с Яниной был единственным оставшимся османским оплотом на западе от Константинополя. 13 января 1913 года командующий обороной Шкодера Хасан Риза-паша был убит в засаде по приказу Эссад-паши Топтани, который затем принял командование.
После окончания перемирия 7 февраля 1913 года черногорские и сербские войска начали скоординированную атаку на Шкодер. Сербские войска атаковали Брдицу, на юге от города, а черногорский Зетский отряд — Барданёлт на севере. В течение двух дней шли ожесточенные бои, но сербам, потерявшим 1592 солдат и офицеров, не удалось захватить позиции противника, поэтому они отказались от дальнейших атак до прибытия подкреплений. С другой стороны, черногорцам после двух дней боев и целой серии атак, несмотря на потери 4000 человек убитыми и ранеными, удалось захватить Велики Барданёлт. Османские потери на Барданёлте составили 1338 человек.
Не сумев захватить Шкодер штурмом, союзники стали подвергать его артиллерийскому обстрелу, но, как правило, это не давало результатов. В городе царит голод, турецкая армия истощена, боеприпасы на исходе. 31 марта черногорцы предприняли атаку на укрепленную позицию Тарабош, но были отбиты, потеряв 400 человек и своего командира.
20 марта 1913 года Лондонская конференция постановила, что Шкодер обязательно должен остаться за Албанией, в результате чего Сербия была вынуждена вывести свои войска. Правительство Черногории отклонило требование снять осаду. В ответ Италия, Австро-Венгрия, Германская империя и Великобритания ввели в Адриатическое море свои суда, начав 4 апреля морскую блокаду Черногории. Несмотря на это 14 апреля черногорское командование отдаёт приказ о всеобщей бомбардировке города, которая продлится до 18 апреля. В голодающем гарнизоне в турецких частях вспыхнул мятеж, что заставило Эссад-пашу Топтани ускорить переговоры о капитуляции. 23 апреля был подписан договор о сдаче крепости и гарнизона.
24 апреля черногорские части вошли в Шкодер. Король Никола I Петрович лично поднял флаг Черногории над крепостью. Взятие Шкодера ознаменовало окончание боевых действий между Черногорией и Турцией, и 30 мая того же года был подписан мир.